# Języki tanoańskie

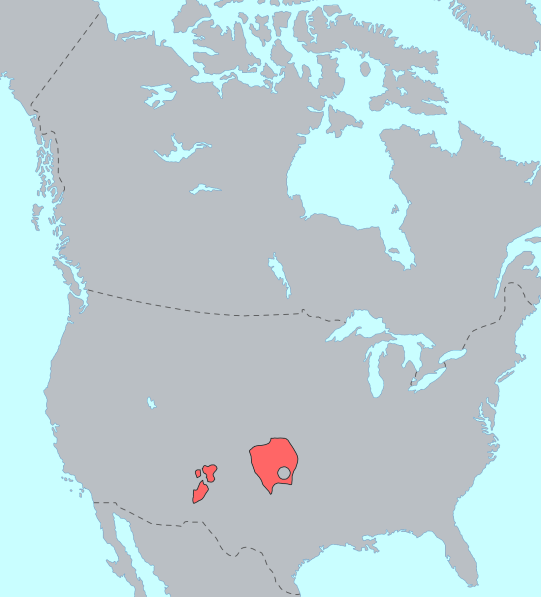
Mapa rozmieszczenia języków tanoańskich przed kontaktem z Europejczykami

Języki tanoańskie albo kiowa-tanoańskie – północnoamerykańska rodzina językowa należąca do fyli aztecko-tanoańskiej. Współcześnie mówi nimi mniej niż 10 tys. osób na terenie USA, w stanach jak: Nowy Meksyk, Arizona, Kansas, Oklahoma i Teksas.
- Język kiowa (kayowe)
- Język towa (jemez)
- Język tewa
- Języki tiwa (tanoańskie właściwe)
  - Język tiwa północny
    - dialekt taos
    - dialekt picuris

  - Język tiwa południowy
    - dialekt isleta
    - dialekt sandia
- † Język piro